# Cortana (espada)

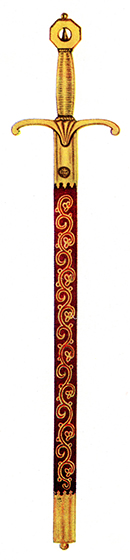
Cortana

Cortana ou Curtana, também referida como Espada da Misericórdia, é uma espada cerimonial utilizada na coroação dos monarcas britânicos. É uma das joias da Coroa Britânica.
A sua ponta é rombuda, sem corte, simbolizando a clemência.
Acredita-se que tenha sido a espada utilizada pelo lendário Tristão, e essa associação explicaria o fato de a ponta ser rombuda, uma vez que Tristão partiu a lâmina da sua espada, deixando a ponta da mesma no interior do crânio de Morholt, um cavaleiro irlandês.
Na Dinamarca, conta-se que uma inscrição na espada do herói lendário Holger Danske dizia: "O meu nome é Cortana, do mesmo aço e têmpera de Joiosa e Durindana".

## Uso
Até ao século XIV era função do conde de Chester trazer a espada diante do monarca na cerimónia da coroação. Em nossos dias, outra figura de elevado escalão é escolhida pelo monarca para ter este privilégio. Quando não está em uso, a espada é exibida com as demais joias da Coroa na Torre de Londres.

## Características
A espada mede 96,5 cm de comprimento e 19 cm de largura na guarda. Cerca de 2,5 cm da ponta da lâmina de aço está perdida. Possui punho em ferro dourado, uma pega de madeira encaixada no fio e uma bainha revestida em veludo carmesim com bordados de ouro feita em 1821.